# Кубок Польщі з футболу 1955—1956
Кубок Польщі з футболу 1955–1956 — 6-й розіграш кубкового футбольного турніру в Польщі. Титул вдруге поспіль здобула Легія (Варшава).

## Календар
| Раунд            | Матчі | Клуби   |
| ---------------- | ----- | ------- |
| Попередній раунд | 13    | 45 → 32 |
| 1/16 фіналу      | 16    | 32 → 16 |
| 1/8 фіналу       | 8     | 16 → 8  |
| 1/4 фіналу       | 4     | 8 → 4   |
| 1/2 фіналу       | 2     | 4 → 2   |
| Фінал            | 1     | 2 → 1   |

## Попередній раунд
| Команда 1           | Рахунок | Команда 2                   |
| ------------------- | ------- | --------------------------- |
| Одра (Ополе)        | 3:1     | Полонія (Бидгощ)            |
| Полонія (Гданськ)   | 3:0     | Лех (Познань)               |
| Тарновія (Тарнув)   | 0:3     | Маримонт (Варшава)          |
| Лехія (Зелена Гура) | 1:12    | Гвардія (Варшава)           |
| Вибжеже (Гданськ)   | 3:0     | Мазовше (Ґруєц)             |
| П'яст (Гливиці)     | 0:1     | Завіша (Бидгощ)             |
| МКС (Ключборк)      | 2:0 дч  | Колеяж (Лодзь)              |
| Гетьман (Замостя)   | 4:2     | Ниса (Клодзко)              |
| Гетьман (Білосток)  | 1:0     | Полонія (Лешно)             |
| Поможанін (Торунь)  | 1:0     | Лехія (Томашів-Мазовецький) |
| Дажбур (Щеціненк)   | 3:4     | Калісія (Каліш)             |
| Бленкітні (Кельце)  | 0:1     | Полонія (Битом)             |
| КС Хелмек           | 3:2 дч  | Лехія (Гданськ)             |

## 1/16 фіналу
| Команда 1          | Рахунок | Команда 2                   |
| ------------------ | ------- | --------------------------- |
| Вісла (Краків)     | 3:1     | Краковія (Краків)           |
| Напжуд (Ліпіни)    | 2:3 дч  | Рух (Хожув)                 |
| Гурник (Забже)     | 3:1     | Гурник (Радлін)             |
| Гвардія (Варшава)  | 1:3     | Легія (Варшава)             |
| Полонія (Битом)    | 3:0     | Шомберки (Битом)            |
| Маримонт (Варшава) | 2:3 дч  | Полонія (Гданськ)           |
| КС Хелмек          | 3:2     | Заглембє (Сосновець)        |
| МКС (Ключборк)     | 3:1     | Ґранат (Скаржисько-Каменна) |
| Вибжеже (Гданськ)  | 0:6     | Гурник (Валбжих)            |
| Завіша (Бидгощ)    | 3:1     | Сталь (Ряшів)               |
| Поможанін (Торунь) | 6:1     | Сталь (Щецин)               |
| Гетьман (Замостя)  | 8:2     | Сокул (Оструда)             |
| Одра (Ополе)       | 2:1 дч  | Гарбарня (Краків)           |
| Калісія (Каліш)    | 2:1     | Вавель (Краків)             |
| Гетьман (Білосток) | 1:0     | Гвардія-2 (Варшава)         |
| АКС (Хожув)        | +:-     | ЛКС (Лодзь)                 |

## 1/8 фіналу
| Команда 1         | Рахунок | Команда 2          |
| ----------------- | ------- | ------------------ |
| Вісла (Краків)    | 3:1     | МКС (Ключборк)     |
| Полонія (Гданськ) | 2:0     | Рух (Хожув)        |
| Гурник (Забже)    | 2:1     | Завіша (Бидгощ)    |
| Полонія (Битом)   | 4:0     | Гетьман (Білосток) |
| Легія (Варшава)   | 2:1     | КС Хелмек          |
| Гурник (Валбжих)  | 2:0     | Поможанін (Торунь) |
| Одра (Ополе)      | 4:3     | АКС (Хожув)        |
| Калісія (Каліш)   | 1:0     | Гетьман (Замостя)  |

## 1/4 фіналу
| Команда 1       | Рахунок | Команда 2         |
| --------------- | ------- | ----------------- |
| Вісла (Краків)  | 4:2 дч  | Полонія (Битом)   |
| Гурник (Забже)  | 5:0     | Гурник (Валбжих)  |
| Легія (Варшава) | 7:3     | Одра (Ополе)      |
| Калісія (Каліш) | 1:0     | Полонія (Гданськ) |

## 1/2 фіналу
| Команда 1       | Рахунок | Команда 2       |
| --------------- | ------- | --------------- |
| Вісла (Краків)  | 2:3 дч  | Гурник (Забже)  |
| Легія (Варшава) | 7:1     | Калісія (Каліш) |

## Фінал
| 23 червня 1956 |

| Легія (Варшава)                               | 3:0      | Гурник (Забже) |
| --------------------------------------------- | -------- | -------------- |
| Коваль 56' Брихчий 59' Стшикальскі 70' (пен.) | Протокол |                |

| Стадіон «Десятиліття», Варшава Глядачів: 10 000 Арбітр: Юліан Мутнік |